# Людвиг Вільгельм (маркграф Баден-Бадену)
Людвиг Вільгельм (нім. Ludwig Wilhelm von Baden-Baden; 8 квітня 1655 — 4 січня 1707) — 24-й маркграф Баден-Баденський в 1677—1707 роках, військовий діяч Священної Римської імперії. Мав прізвисько «Турецький Луї».

## Життєпис

### Молоді роки
Походив з династії Церінгенів. Син принца Фердинанда Максиміліана Баден-Баденського і принцеси Луїзи Христини Савойської-Каріньян. Народився 1655 року в Парижі. У віці 6 місяців разом з батьком перебрався до Бадену. 
У 1668 році після смерті батька від гангрени опинився під опікою діда — Вільгельма I, маркграфа Баден-Бадену. Отримав гарну освіту в Безансоні, досконало оволодівши французькою, англійською, голландською, італійською мовами, латиною, здобувши знання з права, військової справи. Відвідав Женеву, Мілан, Флоренцію, Рим, Венецію, Інсбрук.

### Голландська війна
1674 року вступив до імперської армії, де під орудою Раймунда Монтекуколі брав участь в Голландській війні. У 1676 році відзначився при облозі Філіппсбурга, отримавши звання полковника і полк в командування.
У 1677 році після смерті діда успадкував маркграфство Баден-Баден. Втім більше цікавився військовою кар'єрою, призначивши намісника. У тому ж році брав участь в обороні Фрайбурга, обложеного французами. 1678 року був поранений в битві при Штауффені в Брайсгау. 1679 отримав звання генерал-фельдвахтмейстра (на кшталт генерал-майора). Після укладення 1679 року Німвегенського миру повернувся до свого маркграфства. 1682 року стає фельдмаршал-лейтенантом імперії.

### Велика турецька війна
У 1683 році очолив імперські війська в обложеному османами Відні. Зробивши вилазку, де особисто звитяжно бився, пробився назустріч військам короля Яна III Собеського, завдяки чому ворогові було завдано поразки. Після чого брав участь в битві за звільнення міста і в дводенній битві під Парканами в жовтні того року. В останній битві, на чолі кінноти вчасно підійшов на допомогу армії Яна III, чим сприяв загальному успіху. 22 листопада отримав чин генерала кавалерії. Спільно з Карлом V Лотаринзьким взяв в облогу Буду, але не зміг його захопити.
1685 року Людвиг Вільгельм сприяв перемозі в битві під Естергомом, де командував правим крилом. Потім спільно з Карлом V та польськими військами завдав поразки османам в Першій битві біля Естергому. За цим захоплено низку фортець в Угорщині. У вересні 1686 році разом з Карлом Лотаринзьким захопив Буду. За цим взяв Печ. 13 грудня 1686 року отримав звання фельдмаршала.
1687 року брав участь у Другій битві при Могачі. У 1688 році після перемоги під Костайніцею завоював Славонію. 1688 року завдав поразки османам у битві біля Дервенту, зайнявши північну Боснію. Того ж року спільно з Максиміліаном II Баварським захопив Белград.
У 1689 році, отримавши командування  імперською армією, вдерся до Сербії. Здобув перемогу над сераскіром Араб-Реджеб-пашею в боях під Бетуджіном і Нішем, взяв Відін і захопив Малу Волощину. В результаті більшість Сербії опинилася під владою імперського війська, було забезпечено захист Угорщини.
Втім 1690 року не отримував достатніх підкріплень, маючи 12 тис. регулярного війська та загони сербських, албанських та болгарських гайдуків. Цим скористався великий візир Фазіл Мустафа Кепрюлю, що рішучо перейшов у наступ, змусивши імперську армію відступити з Сербії та Волощини. Того ж року в Раудніци пошлюбив представницю Лауенбурзьких Асканіїв.
1691 року Людвига Вільгельма було призначено генерал-фельдмаршалом — командувачем усієї імперської армії в 66 тис., він отримав право незалежних дій від гофкрігсрату. Того ж року у вирішальній битві біля Сланкамену завдав поразки османському війську  Кара-Мустафа паші (успіху в багато в чому сприяла загибель великого візира). Протягом 1692 року намагався захистити підступи до Славонії та Угорщини, зміцнити владу Австрії в Трансильванії. Було захоплено міста Ліппа, Гросвардай, Градишка, Брод.

### Війна Аугсбурзької ліги
З огляду на це 1693 року кращі війська на чолі із Людвигом Вільгельмом були дислоковані на Рейн, оскільки імперія вела проти Франції нову війну. Очолив Швабський округ, намагаючись недопустити просунення французів на правий берез Рейну. Втім не зміг завадити плюндруваню Баден-Бадену ворожою армією під керівництвом Гі Алдонса II де Дюрфора. 
В битвах біля Горкгайму та Ільсфельді зумів зупинити французів, а потім змусив їх відступити за Рейн. Наступного року здійснив рейд до Ельзау, але без значних наслідків. Людвиг Вільгельм залишався на цій посаді до 1697 року і укладення Рісвікського миру. 1697 року після смерті Яна III Собеського висував себе на трон Речі Посполитої, проте марно.Королем став  курфюст Саксонії Август II Фрідріх.

### Війна за іспанську спадщину
У 1701 році з початком війни за іспанську спадщину очолив імперську армію. 1702 року зайняв Ландау. Того ж року у битві при Фрідлінгені зазнав поразки від французької армії на чолі із Клодом де Вілларом, але відступив у повному порядку до Штауффена.
Протягом 1703 року успішно обороняв Бюль-Штойгофенські укріплення. За це отримав звання рейхсгенерал-фельдмаршала (на кшталт генералісимуса). 1704 року, незважаючи на усі зусилля, на зміг завадити з'єднанню французів на чолі із Каміллом де Талларом з баварським герцогом Максиміліаном II.
Слідом за цим Людвиг Вільгельм Баден-Баденський з'єднався з іншим імперським військом на чолі із Євгеном Савойським та англійцями під орудою Джона Черчилля, герцога Мальборо. Верховне командування поперемінно здійснювали Людвиг Вільгельм і Мальборо. У битві біля Шелленбергу, де командував герцог Мальборо, Людвиг Вільгельм був поранений.
Джон Черчилль і Євген Савойський звинуватили Людвига Вільгельма в бездіяльності і повільності. Йому було доручено осадити Інгольштадт. Натомість Мальборо і Савойський завдали поразки франко-баварській армії у Другій битві при Гохштедті. Після цього Людвиг Вільгельм зняв облогу, залишивши тільки невелику частину військ перед Інгольштадтом і приєднався до союзників. Під командуванням імператора Йосифа I він успішно керував облогою фортеці Ландау.
У 1705 році вступив у конфлікт з герцогом Мальборо, внаслідок чого той перемістив свою армію до Нідерландів. В свою чергу Людвиг Вільгельм вирішив залишити посаду командувача імперської армії, але на прохання імператора залишився. У вересні того ж року перейшовши через Рейн, витіснив французів з укріплень на Моттері і під Лаутербургом, зайняв Гагенау. Його армія розташувалася на зимові квартири по обох берегах Рейну.
1706 року протягом літа тримався проти французької армії на Бюль-Штольгофенських укріпленнях. Помер 1707 року в замку в Раштаті. Йому спадкував старший син Людвиг Георг.

## Творчість
В доробку є військові і політичні листи про Dійну за іспанську спадщину, інструкція військам «Поведінка під час, до і після бою».

## Родина
Дружина — Франциска Сибіла Августа, донька Юлія Франца Асканія, герцога Саксен-Лауенбурзького
Діти:
- Леопольд Вільгельм (1695—1696)
- Шарлотта (1696—1700)
- Карл Йосиф (1697—1703)
- Вільгельміна (1700—1702)
- Луїза (1701—1707)
- Людвиг Георг (1702—1761), маркграф Баден-Бадена
- Вільгельм Георг (1703—1709)
- Августа (1704—1726), дружина герцога Людовика Орлеанського
- Август Георг (1706—1771), маркграф Баден-Бадена